# Léon Francq
Pour les articles homonymes, voir Francq.
Léon Francq (18 mars 1848 - 24 novembre 1930) est un ingénieur français, industriel pionnier des transports ferroviaires. 
Concepteur d'une locomotive à vapeur innovante, il crée la Compagnie continentale d'exploitation des locomotives sans foyer. Il devient industriel des chemins de fer en France, Europe et Asie, concessionnaire exploitant de lignes de tramways à vapeur et de tramways électriques.

## L'inventeur

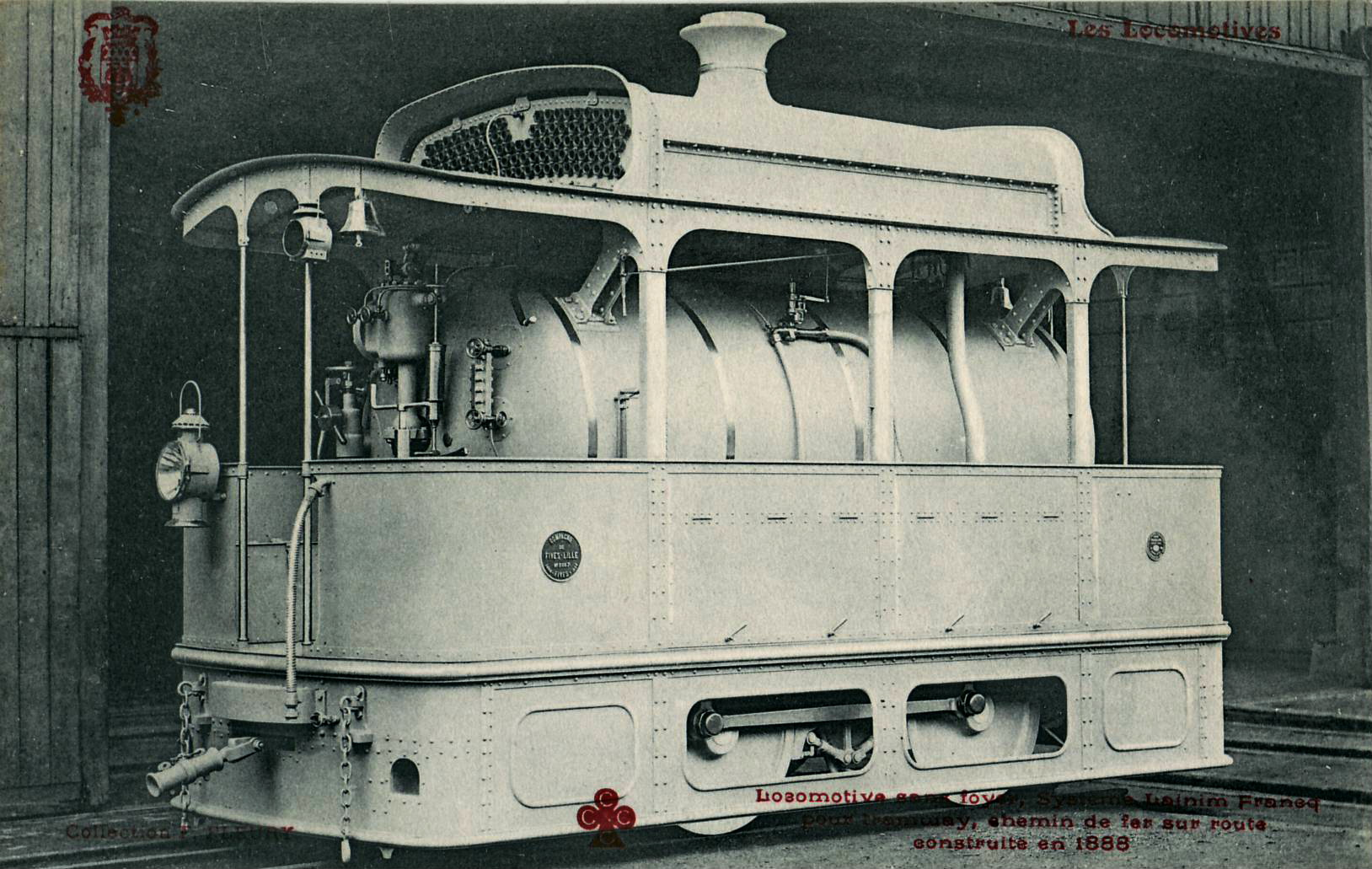
Locomotive sans foyer pour tramway, système Lamm & Francq, type 020, construite en 1888 par Fives-Lille.

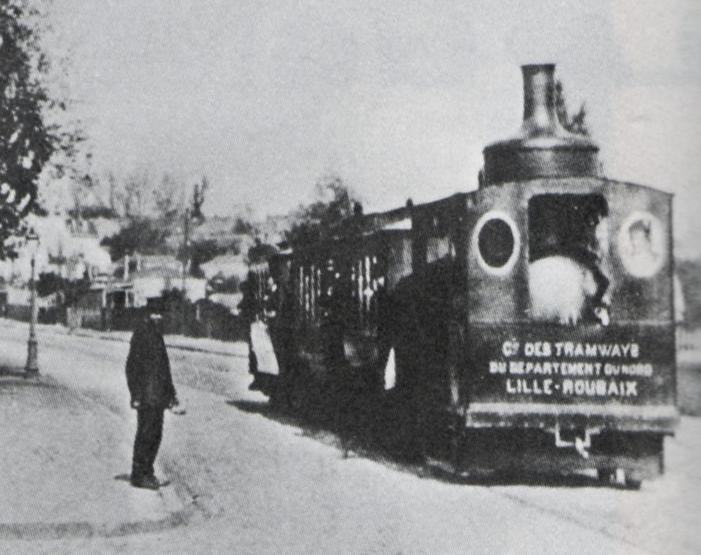
Tramways à vapeur Francq à Lille en 1890

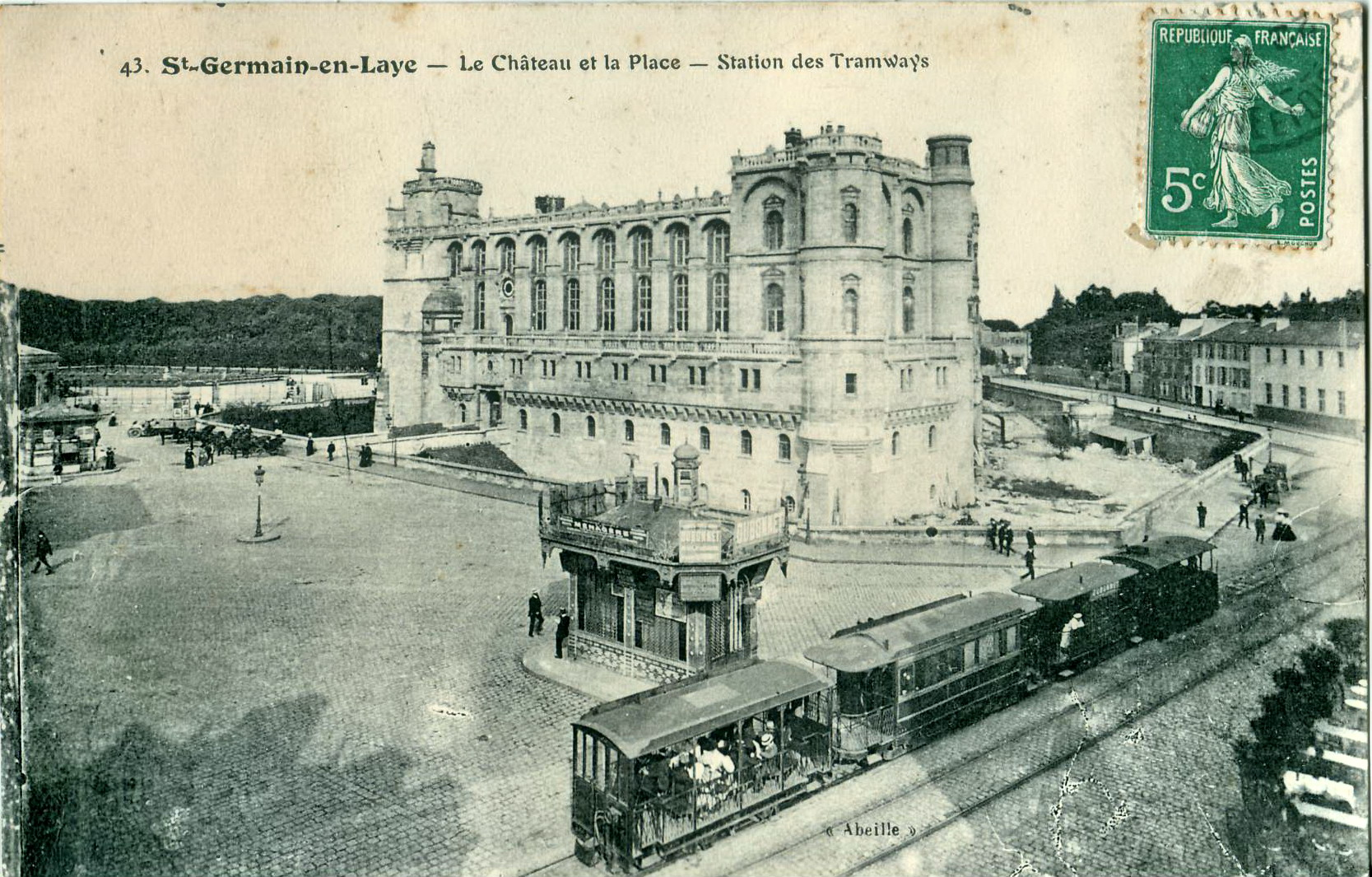
Tramway à locomotive Francq à Saint-Germain-en-Laye

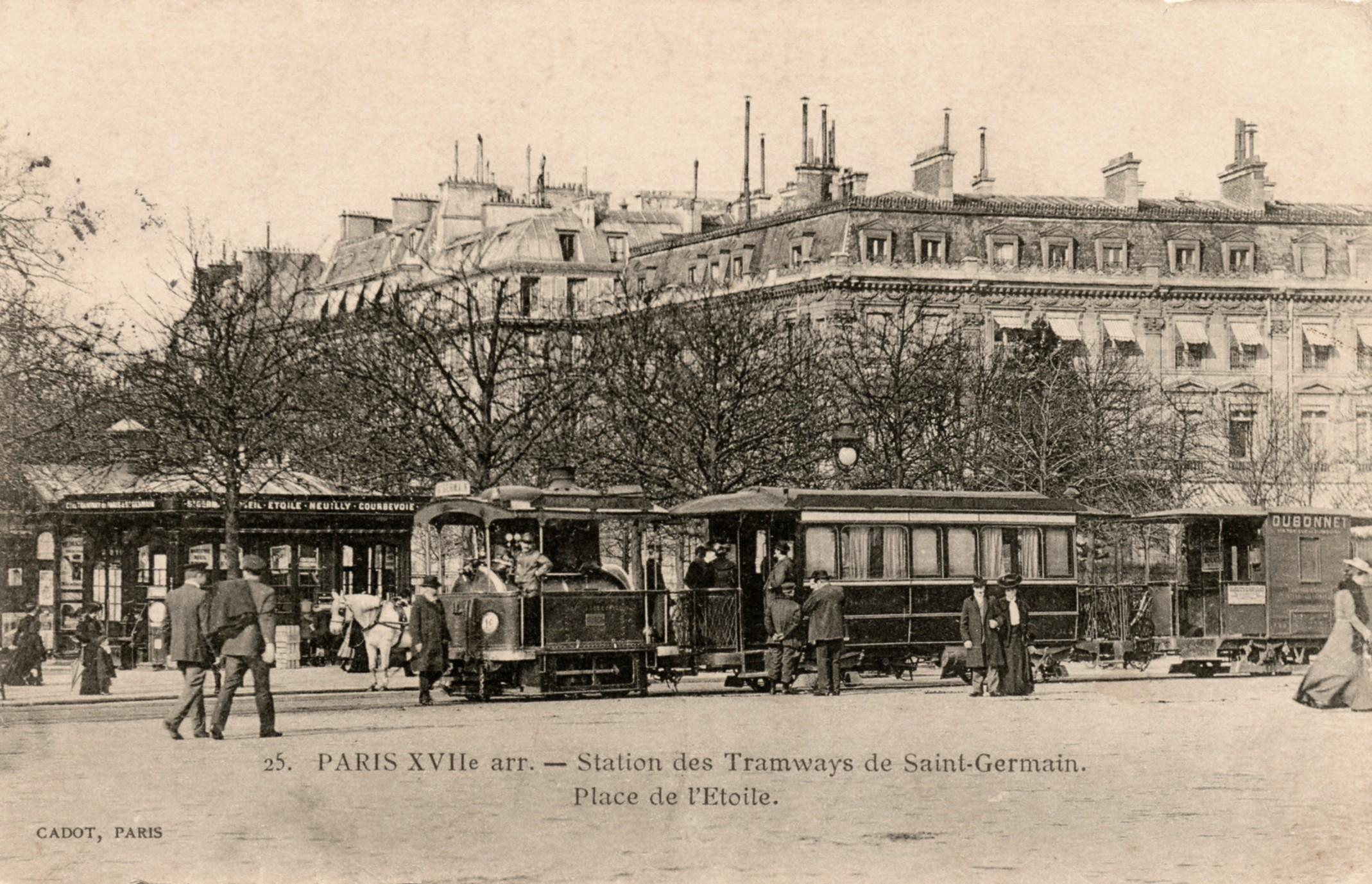
locomotive Francq à eau surchauffée du tramway Paris - Saint-Germain à la station de la place de l'étoile à Paris

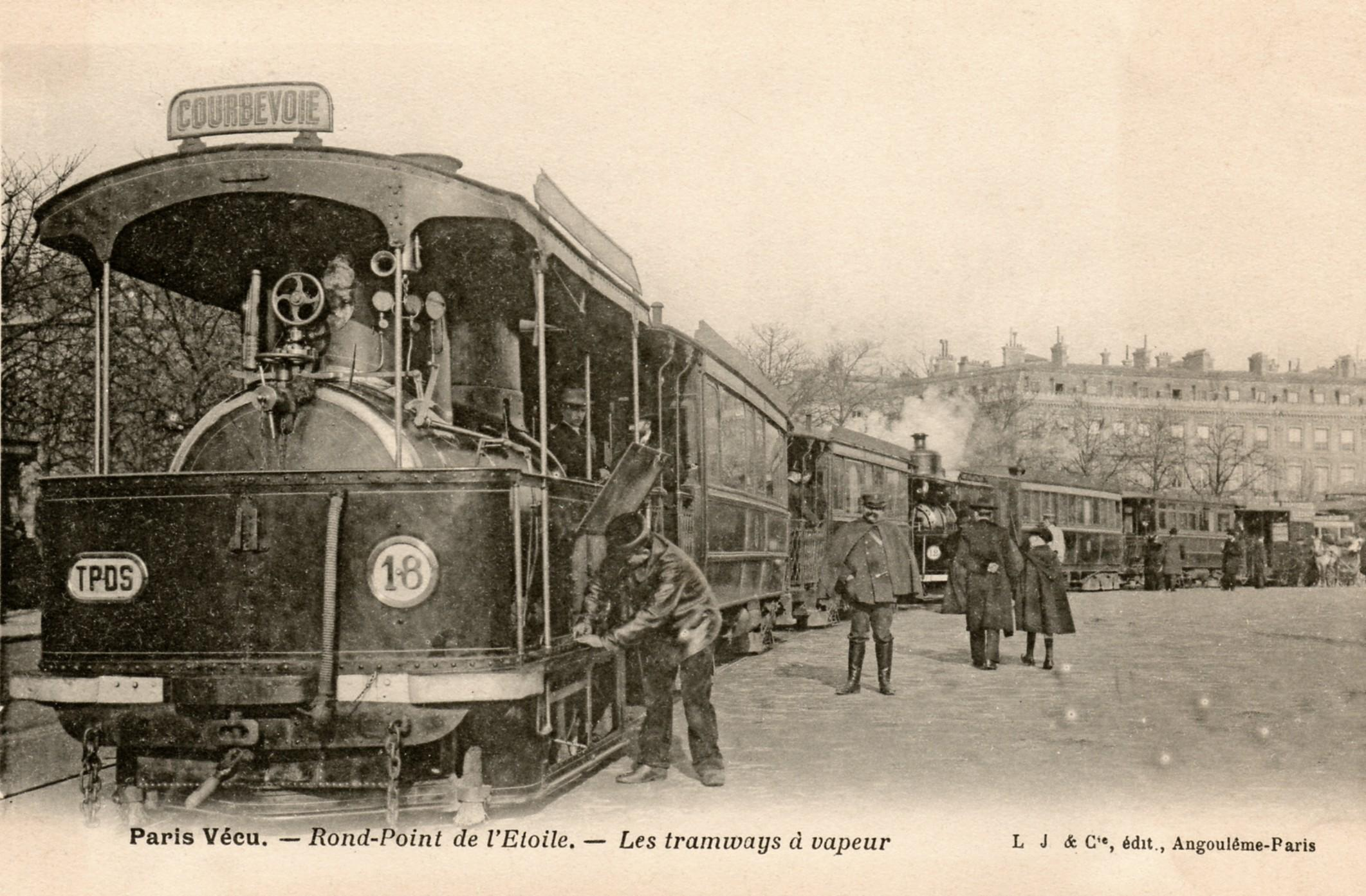
Autre vue d'une locomotive Francq, également au terminus parisien du PSG, Place de l'Étoile

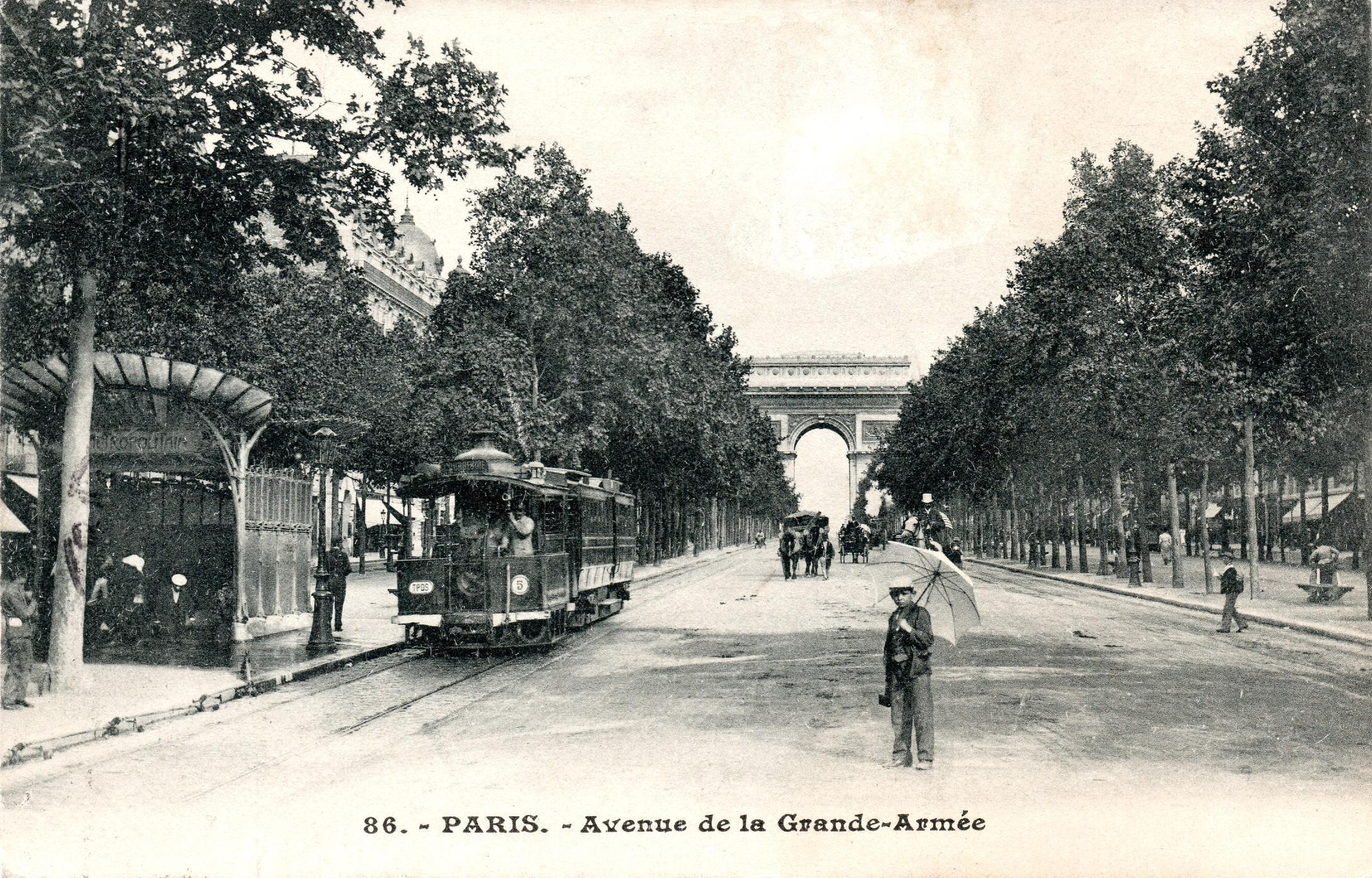
Tramways Francq, avenue de la Grande Armée à Paris en 1905

Léon Émile Francq,  né le 18 mars 1848 à Maubeuge, décédé le 24 novembre 1930 à Villennes-sur-Seine,
,, est diplômé de l'École des arts industriels et des mines  (École centrale de Lille) en 1866. Il est inventeur d'un procédé de moteur à vapeur pour locomotive fonctionnant à la vapeur comprimée, , ,, . Il déposa un brevet dans différents pays d'Europe et fit des communications de ses innovations entre 1875 et 1885,,.

## L'industriel

### Les locomotives Francq
Léon Francq introduisit en France, en la perfectionnant notablement, la machine sans foyer mise en service par le docteur Emile Lamm sur les tramways de La Nouvelle-Orléans à Carrollton. 
Le système de locomotive Francq à eau surchauffée consiste à séparer le lieu de production de vapeur (établi à poste fixe) de la locomotive, et à utiliser la capacité calorifique de l'eau surchauffée contenue dans le réservoir.
Le système comprenait notamment les éléments suivants : 
- Le réservoir de vapeur soigneusement isolé, situé sur la locomotive, et constitué d'un réservoir en grande partie rempli d'eau que l'on échauffe progressivement par un courant de vapeur de manière à la porter à  200°, ce qui correspond à 15 atmosphères de pression (le temps de remplissage des machines utilisées sur la ligne Rueil - Marly durait vingt minutes pour un réservoir de 1 800 litres) ;
- Un détendeur automatique dans lequel circule la vapeur sortant du dôme, il permet de détendre la vapeur pour la mettre à la pression d'utilisation dans les pistons ;
- Une distribution et des cylindres avec leurs pistons classiques de toute machine à vapeur, la distribution permettant toutefois de faire usage de la détente, ce qui n'existait pas dans les machines primitives de Lamm.
- Un condenseur à air, permettant d'économiser l'eau de la vapeur, et de limiter fortement le bruit de l'échappement.

La vapeur surchauffée était produite dans les dépôts par des chaudières industrielles, plus efficaces que les chaudières tubulaires utilisées dans les chemins de fer,.
En 1878, Léon Francq fait une démonstration de fonctionnement de sa locomotive à vapeur sur la ligne de tramway de Rueil-Malmaison à Marly-le-Roi. Plusieurs machines sont ensuite mises en service et la ligne prolongée vers Paris et vers Saint-Germain. Elles furent aussi utilisées sur la ligne annexe de Saint-Germain à Poissy.
Outre Paris, les locomotives Francq sont utilisées sur plusieurs réseaux français : Lille (1878), Rouen (1878), Lyon (1888), Marseille (1893 : Le Chemin de Fer de l’Est de Marseille), ainsi que sur des réseaux belges, espagnols, au Moyen-Orient et en Asie (Java).
Elles sont toujours en service à Lyon en 1905 sur le réseau de la Compagnie lyonnaise de tramways(CLT) et à Paris jusqu'en 1911, sur une partie de la ligne du tramway Paris - Saint-Germain allant de la place de l’Étoile à Courbevoie.

### Les lignes de chemins de fer et concessions d'exploitation de tramways
Après avoir obtenu la concession des tramways de Versailles (tractés par chevaux) en 1876, , Léon Francq fournit des locomotives de tramways à Paris et dans plusieurs autres villes de France. 
Il introduit en substitution des moyens hippomobiles, la traction à vapeur « non polluante » pour les tramways utilisant des locomotives selon le procédé Francq.
Il est fondateur de la Compagnie française des voies ferrées économiques.
Il participa aussi aux études du métropolitain de Paris,.

### La Compagnie continentale d'exploitation des locomotives sans foyer
La compagnie continentale d'exploitation des locomotives sans foyer, exploitant les brevets Lamm et Francq, a conçu des voitures automotrices et locomotives à vapeur. 
Lors de l'exposition universelle de 1900 à Paris, la compagnie indiquait avoir fourni son système de traction Francq à quinze compagnies de tramways en Europe et dans le monde entier (jusqu'aux Indes orientales néerlandaises, pour le Chemin de fer sur route de Batavia à Kramat et Meester Cornelis), . En 1900, elle avait également construit des locomotives de manœuvre pour 9 entreprises (avec et sans foyer), et des transbordeurs pour quinze clients. 
Léon Francq est président directeur de la compagnie continentale d'exploitation des locomotives sans foyer, administrateur de la société des voies ferrées des Alpes françaises, administrateur délégué de la compagnie des tramways mécaniques des environs de Paris (TMEP).

### Le tramway électrique
Léon Francq contribua aussi à la conception du tramway électrique Lille-Roubaix-Tourcoing dont il conçut le rail à ornière. Lorsqu'Alfred Mongy créa la Compagnie des Tramways et Voies Ferrées du Nord, il devint vice-président du Conseil d'administration de l'Électrique Lille-Roubaix-Tourcoing, concessionnaire de la ligne de tramways en 1909.

## Le Comité national d'action pour la réparation des dommages de la Première Guerre mondiale
Médaillé de la Reconnaissance française pour services rendus aux réfugiés et aux sinistrés de la Première Guerre mondiale, Léon Francq fut le président fondateur du Comité national d'action pour la réparation intégrale des dommages causés par la Guerre.

## Titres et distinctions
- Officier de la Légion d'honneur[33]
- Officier de l'instruction publique
- Grand officier de l'ordre du Cambodge
- Lauréat de l'Institut de France
- Prix de mécanique Montyon de l'Académie des sciences en 1883
- Médaillé d'or de la Société industrielle du Nord de la France
- Médaille de la Reconnaissance française[1].

## Brevets d'inventions
- Brevet FR 128671E Priorité 1879-01-19
- Brevet FR et Brevet CH 4305 Nouveau système de locomotive à foyer à grand volume d'eau et de vapeur accumulée avec détendeur et réchauffeur de vapeur.(Priorité 1891-11-20 ).Compagnie continentale d'exploitation des locomotives sans foyer
- Brevet FR et Brevet GB 190000061 Improvements in and connected with Tramway Rails.(Priorité 1900-01-01 ).Léon Francq

## Sources
- Notices d'autorité :   - VIAF
  - ISNI
  - BnF (données)
  - IdRef
  - LCCN
  - GND
  - Pays-Bas
  - Tchéquie
  - WorldCat

### Biographie
- « Léon Émile Francq », base Léonore, ministère français de la Culture
- Léon Francq, Tramways à vapeur. Locomotive sans foyer, système E. Lamm et Léon Francq, pour la traction sur chemins de fer vicinaux et tramways : Publication industrielle des Machines, outils et appareils de M. Armengaud aîné, Saint-Ouen (Seine, Compagnie continentale d'exploitation des locomotives sans foyer, 1878 (BNF 33629512).
- « La nation pour le Nord, une interview avec M. Léon Francq, fondateur du comité national d'action pour la réparation intégrale des dommages de guerre », Bulletin des réfugiés du département du Nord, no 61,‎ 12 juin 1915, p. 1 (ISSN 2122-7888, lire en ligne)